# Shuu
Shuu (驟雨, lit. "tempestade") (bra: Chuva Repentina) é um filme de comédia dramática japonês de 1956 dirigido por Mikio Naruse. É baseado em uma peça do dramaturgo Kunio Kishida.

## Sinopse
O casamento de Fumiko e Ryōtarō Namiki se encontra em uma estado deplorável, com os dois constantemente discutindo. Suas discussões são testemunhadas pela sobrinha de Fumiko, Ayako, que faz uma visita para reclamar da desatenção do próprio marido, e de seus novos vizinhos, os Imasato. Quando a empresa de Ryōtarō anuncia a demissão de alguns de seus funcionários, um grupo de ex-colegas o visita em casa e o oferece para ser sócio em um bar financiado com suas verbas rescisórias, com Fumiko atendendo os convidados que chegam nesse estabelecimento. Ryōtarō os expulsa e discute com Fumiko, declarando que não quer que sua esposa consiga um emprego. O casal contempla o divórcio e o retorno de Ryōtarō à sua cidade natal para trabalhar na fazenda de sua família. Na manhã seguinte, um balão infantil cai no quintal, e Fumiko e Ryōtarō se envolvem em um desafiador jogo de arremesso de bola, observado pelos vizinhos.

## Elenco
- Setsuko Hara como Fumiko Namiki
- Shūji Sano como Ryōtarō Namiki
- Kyōko Kagawa como Ayako
- Keiju Kobayashi como Sr.
- Akemi Negishi como Sra.
- Chieko Nakakita como Sra.
- Daisuke Katō como Kawakami

## Recepção
A biógrafa de Naruse, Catherine Russell, chamou Shuu de um "filme extraordinariamente sombrio", que, no entanto, "oferece um tratamento poético de uma situação sombria". O crítico de cinema Dan Sallitt viu a representação do conflito conjugal no filme como "caracteristicamente brutal e devastadora" para Naruse, apesar da "peça formal alegre" na qual foi inspirada.